# Agroeca coreana
Espèce
Synonymes
- Drassodes kiranensis Paik, 1991

Agroeca coreana est une espèce d'araignées aranéomorphes de la famille des Liocranidae.

## Distribution
Cette espèce se rencontre en Corée du Sud, en Chine au Shaanxi, au Japon et en Russie en Primorié,.

## Description
Le mâle holotype mesure 3,55 mm et la femelle paratype 4,46 mm.

## Étymologie
Son nom d'espèce lui a été donné en référence au lieu de sa découverte, la Corée.

## Publication originale
- Namkung, 1989 : A new species of the genus Agroeca (Araneae: Clubionidae) from Korea. Korean Arachnology, vol. 5, no 1, p. 23-27.